# Карнов Андрій Павлович
Карнов Андрій Павлович (30 жовтня 1898, Тульська губернія, Російська імперія — 9 листопада 1979, Дніпропетровськ, УРСР, СРСР) — радянський генерал-майор (1943). Жертва сталінських репресій.  

## Біографія
Народився в селі Кроптове Тульської губернії в селянській родині. Під час Першої світової війни служив у 37-му Сибірському запасному полку, участі в бойових діях не брав. Учасник Громадянської війни в Росії, командував батальйоном у партизанському полку. Брав участь у Волочаєвській операції, за мужність і героїзм проявлені під час цієї операції був нагороджений орденом Червоного Прапора. 
У міжвоєнний період служив у військах ОДПУ, потім — у Червоній армії, був командиром навчального батальйону і помічником командира полку. Із жовтня 1937 року — начальник курсів молодших лейтенантів 18-го стрілецького корпусу на Далекому Сході. 
12 липня 1938 року після санкції командувача Далекосхідного фронту маршала Блюхера був заарештований органами НКВС. До жовтня 1939 року перебував в ув'язненні. У жовтні 1939 року звільнений з ув'язнення, реабілітований і відновлений по службі, був призначений командиром 134-го стрілецького полку 34-ї стрілецької дивізії 2-ї Червонопрапорної армії. Із грудня 1940 року — заступник командира 34-ї дивізії. 

### Німецько-радянська війна
З початком німецько-радянської війни продовжував служити на Далекому Сході. Спершу очолював 27-му запасну стрілецьку бригаду, потім 204-ту стрілецьку дивізію, пізніше служив заступником командира 26-го стрілецького корпусу. 
Із вересня 1942 року — на фронті. У жовтні 1942 року очолив 153-тю стрілецьку дивізію. На її чолі у складі Донського та Південно-Західного фронтів брав участь у Сталінградській битві. За успіхи під час Середньодонської операції дивізія була перетворена у 57-му гвардійську стрілецьку дивізію, на чолі якої залишився полковник Карнов. Дивізія брала участь у Донбаській операції і форсуванні Дніпра. 
Із листопада 1943 року генерал-майор Карнов знаходився у госпіталі через хворобу. Після лікування він закінчив курси при Військовій академії імені К. Є. Ворошилова. Із травня 1944 по серпень 1945 року — командир 300-ї стрілецької дивізії на Далекосхідному фронті, учасник радянсько-японської війни. У серпні 1945 року знятий з посади, а в 1946 році звільнений у запас. Жив і помер у Дніпропетровську. 

## Військові звання
- Полковник (1935)
- Генерал-майор (23 січня 1943)

## Нагороди
Був нагороджений орденом Леніна, трьома орденами Червоного Прапора, медалями «XX років РСЧА», «За оборону Сталінграда», «За перемогу над Німеччиною», «За перемогу над Японією» та іншими нагородами. 